# Llista de municipis de la regió de Bratislava
Llista de tots els municipis de la regió de Bratislava.
Informació actualitzada per un bot. Els canvis manuals es perdran quan s'actualitzi!
| Escut | Municipi               | Població | Superfície km² | Densitat | Altitud | Codi postal                      | Codi territorial | Dades a Wikidata              |
| ----- | ---------------------- | -------- | -------------- | -------- | ------- | -------------------------------- | ---------------- | ----------------------------- |
|       | Bernolákovo            | 10.151   | 28,4           | 357,04   | 141     | 900 27                           | SK0108507814     | Modifica les dades a Wikidata |
|       | Blatné                 | 1.808    | 16,3           | 110,76   | 137     | 900 82                           | SK0108507822     | Modifica les dades a Wikidata |
|       | Boldog                 | 529      | 4,5            | 117,67   | 123     | 925 26 (pošta Reca)              | SK0108503681     | Modifica les dades a Wikidata |
|       | Borinka                | 904      | 15,8           | 57,24    | 263     | 900 32                           | SK0106507831     | Modifica les dades a Wikidata |
|       | Bratislava             | 479.389  | 367,7          | 1.303,88 | 152     | 8XX XX                           | SK582000         | Modifica les dades a Wikidata |
|       | Budmerice              | 2.494    | 30,1           | 82,91    | 176     | 900 86                           | SK0107507849     | Modifica les dades a Wikidata |
|       | Báhoň                  | 1.812    | 10,6           | 171,35   | 160     | 900 84                           | SK0107507806     | Modifica les dades a Wikidata |
|       | Chorvátsky Grob        | 7.885    | 15,1           | 521,52   | 141     | 900 25                           | SK0108507911     | Modifica les dades a Wikidata |
|       | Doľany                 | 1.070    | 22,5           | 47,46    | 251     | 900 88                           | SK0107507873     | Modifica les dades a Wikidata |
|       | Dubová                 | 1.194    | 13,8           | 86,53    | 223     | 900 90                           | SK0107507881     | Modifica les dades a Wikidata |
|       | Dunajská Lužná         | 8.096    | 27             | 300,38   | 130     | 900 83                           | SK0108545333     | Modifica les dades a Wikidata |
|       | Gajary                 | 3.215    | 50,8           | 63,25    | 151     | 900 61                           | SK0106507890     | Modifica les dades a Wikidata |
|       | Hamuliakovo            | 3.036    | 10,9           | 277,32   | 128     | 900 43                           | SK0108507903     | Modifica les dades a Wikidata |
|       | Hrubá Borša            | 1.739    | 5,8            | 297,35   | 120     | 900 50 (pošta Kráľová pri Senci) | SK0108503797     | Modifica les dades a Wikidata |
|       | Hrubý Šúr              | 1.128    | 6,2            | 181,73   | 126     | 903 01 (pošta Senec)             | SK0108503801     | Modifica les dades a Wikidata |
|       | Hurbanova Ves          | 702      | 5,4            | 129,69   | 125     | 903 01 (pošta Senec)             | SK0108503819     | Modifica les dades a Wikidata |
|       | Igram                  | 569      | 8,3            | 68,52    | 144     | 900 84 (pošta Báhoň)             | SK0108555487     | Modifica les dades a Wikidata |
|       | Ivanka pri Dunaji      | 7.247    | 14,3           | 508,09   | 130     | 900 28                           | SK0108507938     | Modifica les dades a Wikidata |
|       | Jablonec               | 1.042    | 8,7            | 119,84   | 160     | 900 86 (pošta Budmerice)         | SK0107507946     | Modifica les dades a Wikidata |
|       | Jablonové (Bratislava) | 1.429    | 13,2           | 108,39   | 229     | 900 54                           | SK0106507954     | Modifica les dades a Wikidata |
|       | Jakubov                | 1.815    | 20,9           | 87,01    | 154     | 900 63                           | SK0106507962     | Modifica les dades a Wikidata |
|       | Kalinkovo              | 1.564    | 12,9           | 121,13   | 131     | 900 43 (pošta Hamuliakovo)       | SK0108507997     | Modifica les dades a Wikidata |
|       | Kaplna                 | 961      | 5,5            | 173,79   | 146     | 900 84 (pošta Báhoň)             | SK0108555495     | Modifica les dades a Wikidata |
|       | Kostolište             | 2.344    | 16,8           | 139,32   | 164     | 900 62                           | SK0106508012     | Modifica les dades a Wikidata |
|       | Kostolná pri Dunaji    | 901      | 8,1            | 111,61   | 124     | 903 01 (pošta Senec)             | SK0108503851     | Modifica les dades a Wikidata |
|       | Kráľová pri Senci      | 2.308    | 19,9           | 115,91   | 124     | 900 50                           | SK0108503894     | Modifica les dades a Wikidata |
|       | Kuchyňa                | 1.798    | 45,1           | 39,84    | 253     | 900 52                           | SK0106508021     | Modifica les dades a Wikidata |
|       | Limbach                | 2.428    | 15,4           | 157,95   | 181     | 900 91                           | SK0107508047     | Modifica les dades a Wikidata |
|       | Lozorno                | 3.158    | 44,8           | 70,51    | 188     | 900 55                           | SK0106508055     | Modifica les dades a Wikidata |
|       | Láb                    | 2.207    | 27,9           | 79,24    | 155     | 900 67                           | SK0106508039     | Modifica les dades a Wikidata |
|       | Malacky                | 18.810   | 27,2           | 692,25   | 160     | 901 01                           | SK0106508063     | Modifica les dades a Wikidata |
|       | Malinovo               | 4.146    | 8,7            | 476,6    | 128     | 900 45                           | SK0108508071     | Modifica les dades a Wikidata |
|       | Malé Leváre            | 1.819    | 21,4           | 85       | 153     | 908 74                           | SK0106504556     | Modifica les dades a Wikidata |
|       | Marianka               | 2.341    | 3,2            | 726,23   | 230     | 900 33                           | SK0106508080     | Modifica les dades a Wikidata |
|       | Miloslavov             | 6.548    | 10,2           | 642,31   | 128     | 900 42 (pošta Dunajská Lužná)    | SK0108508098     | Modifica les dades a Wikidata |
|       | Modra                  | 9.160    | 49,6           | 184,59   | 175     | 900 01                           | SK0107508101     | Modifica les dades a Wikidata |
|       | Most pri Bratislave    | 4.533    | 19             | 238,45   | 128     | 900 46                           | SK0108508110     | Modifica les dades a Wikidata |
|       | Nová Dedinka           | 3.608    | 10,2           | 352,26   | 128     | 900 29                           | SK0108508136     | Modifica les dades a Wikidata |
|       | Nový Svet              | 101      | 7,7            | 13,04    | 123     | 903 01 (pošta Senec)             | SK0108582549     | Modifica les dades a Wikidata |
|       | Pernek                 | 899      | 27,4           | 32,86    | 260     | 900 53                           | SK0106508161     | Modifica les dades a Wikidata |
|       | Pezinok                | 24.375   | 72,8           | 335,02   | 151     | 902 01                           | SK0107508179     | Modifica les dades a Wikidata |
|       | Plavecké Podhradie     | 727      | 21,2           | 34,31    | 256     | 906 36                           | SK0106504629     | Modifica les dades a Wikidata |
|       | Plavecký Mikuláš       | 740      | 26,7           | 27,69    | 253     | 906 35                           | SK0106504637     | Modifica les dades a Wikidata |
|       | Plavecký Štvrtok       | 2.609    | 24,2           | 107,91   | 153     | 900 68                           | SK0106508195     | Modifica les dades a Wikidata |
|       | Píla                   | 371      | 0,5            | 773,46   | 244     | 900 89 (pošta Častá)             | SK0107508187     | Modifica les dades a Wikidata |
|       | Reca                   | 1.729    | 9,9            | 174,28   | 124     | 925 26                           | SK0108503983     | Modifica les dades a Wikidata |
|       | Rohožník               | 3.523    | 27,4           | 128,37   | 201     | 906 38                           | SK0106504769     | Modifica les dades a Wikidata |
|       | Rovinka                | 6.322    | 8,9            | 714,1    | 130     | 900 41                           | SK0108508209     | Modifica les dades a Wikidata |
|       | Senec                  | 20.234   | 38,7           | 522,68   | 148     | 903 01                           | SK0108508217     | Modifica les dades a Wikidata |
|       | Slovenský Grob         | 6.133    | 10,2           | 602,82   | 139     | 900 26                           | SK0107508225     | Modifica les dades a Wikidata |
|       | Sološnica              | 1.662    | 37,8           | 44       | 219     | 906 37                           | SK0106504858     | Modifica les dades a Wikidata |
|       | Studienka              | 1.748    | 15,8           | 110,42   | 203     | 908 75                           | SK0106504874     | Modifica les dades a Wikidata |
|       | Stupava                | 12.850   | 67,5           | 190,24   | 178     | 900 31                           | SK0106508233     | Modifica les dades a Wikidata |
|       | Suchohrad              | 683      | 15,4           | 44,34    | 145     | 900 64                           | SK0106508241     | Modifica les dades a Wikidata |
|       | Svätý Jur              | 6.010    | 39,9           | 150,75   | 180     | 900 21                           | SK0107507989     | Modifica les dades a Wikidata |
|       | Tomášov                | 2.857    | 20             | 143,15   | 128     | 900 44                           | SK0108508276     | Modifica les dades a Wikidata |
|       | Tureň                  | 1.282    | 5,3            | 241,76   | 126     | 903 01 (pošta Senec)             | SK0108508284     | Modifica les dades a Wikidata |
|       | Veľké Leváre           | 3.762    | 26,4           | 142,5    | 170     | 908 73                           | SK0106504947     | Modifica les dades a Wikidata |
|       | Veľký Biel             | 3.064    | 10,2           | 301,55   | 131     | 900 24                           | SK0108508292     | Modifica les dades a Wikidata |
|       | Viničné                | 2.800    | 9,6            | 291,02   | 156     | 900 23                           | SK0107508306     | Modifica les dades a Wikidata |
|       | Vinosady               | 1.657    | 5,2            | 321,46   | 155     | 902 01 (pošta Pezinok 1)         | SK0107508314     | Modifica les dades a Wikidata |
|       | Vištuk                 | 1.365    | 20             | 68,12    | 172     | 900 85                           | SK0107508322     | Modifica les dades a Wikidata |
|       | Vlky                   | 415      | 3,6            | 114,57   | 126     | 900 44 (pošta Tomášov)           | SK0108508331     | Modifica les dades a Wikidata |
|       | Vysoká pri Morave      | 2.221    | 33,6           | 66,07    | 145     | 900 66                           | SK0106508349     | Modifica les dades a Wikidata |
|       | Zohor                  | 3.774    | 21,1           | 178,69   | 146     | 900 51                           | SK0106508381     | Modifica les dades a Wikidata |
|       | Záhorie                | 124      | 277,5          | 0,45     | 326     | 901 01                           | SK0106500267     | Modifica les dades a Wikidata |
|       | Záhorská Ves           | 1.882    | 13             | 144,49   | 145     | 900 65                           | SK0106508365     | Modifica les dades a Wikidata |
|       | Zálesie                | 2.297    | 5,9            | 391,59   | 129     | 900 28 (pošta Ivanka pri Dunaji) | SK0108555509     | Modifica les dades a Wikidata |
|       | Závod                  | 2.938    | 27,4           | 107,33   | 160     | 908 72                           | SK0106504980     | Modifica les dades a Wikidata |
|       | Častá                  | 2.419    | 35,2           | 68,66    | 292     | 900 89                           | SK0107507857     | Modifica les dades a Wikidata |
|       | Čataj                  | 1.191    | 12,9           | 92,56    | 140     | 900 83                           | SK0108507865     | Modifica les dades a Wikidata |
|       | Šenkvice               | 5.338    | 24,8           | 215,19   | 160     | 900 81                           | SK0107508250     | Modifica les dades a Wikidata |
|       | Štefanová              | 395      | 6,7            | 58,77    | 192     | 900 86 (pošta Budmerice)         | SK0107508268     | Modifica les dades a Wikidata |